# Annona senegalensis
Annona senegalensis este o specie de plante angiosperme din genul Annona, familia Annonaceae, descrisă de Christian Hendrik Persoon.

## Subspecii
Această specie cuprinde următoarele subspecii:
- A. s. oulotricha
- A. s. senegalensis
- A. s. areolata
- A. s. glabrescens
- A. s. oulotricha
- A. s. senegalensis